# جيك هيويت
جيك هيويت (بالإنجليزية: Jake Hewitt) هو لاعب كرة قاعدة أمريكي، ولد في 6 يونيو 1870 في Maidsville, West Virginia ‏ في الولايات المتحدة، وتوفي في 15 مايو 1959 في مورغانتاون في الولايات المتحدة.

## وصلات خارجية
- جيك هيويت على موقعبيزبول رفرنس.كوم (الدوري الرئيسي) (الإنجليزية)
- جيك هيويت على موقعبيزبول رفرنس.كوم (الدوري الثانوي) (الإنجليزية)